# Axylia obscura
Axylia obscura là một loài bướm đêm trong họ Noctuidae.